# Motobloc Type AND
Der Motobloc Type AND ist ein Pkw-Modell der 1910er Jahre in Frankreich. Hergestellt wurde es von Motobloc in Bordeaux.

## Beschreibung
Dieses Modell stand von 1912 bis 1914 im Angebot. Es hat wie der Type AN einen Sechszylinder-Reihenmotor. Die Zylinderbohrung ist mit 80 mm gleich. Der verlängerte Hub von 148 mm vergrößert den Hubraum auf 4464 cm³. Damit war der Motor damals in Frankreich steuerlich je nach Quelle mit 16 CV oder 20 CV eingestuft.
Der wassergekühlte Motor ist vorn längs im Fahrgestell eingebaut. Er treibt über ein Vierganggetriebe und eine Kardanwelle die Hinterachse an.
Bekannt ist die Karosseriebauform Tourenwagen.